# Pauta libre
Pauta libre fue un programa de televisión chileno de periodismo político y debate, transmitido por La Red. Es presentado por la periodista Carolina Brethauer; su panel estaba conformado por: Mirna Schindler, Alejandra Matus, Yasna Lewin y Paula Molina. Se emitió los días domingos a las 22:30. Se estrenó el domingo 23 de agosto de 2020 y su última emisión fue el 5 de junio de 2022.

## Antecedentes
Después del inicio de las protestas desarrolladas en Chile desde octubre de 2019, los canales de televisión abierta del país, que prometían en sus publicidades un periodismo independiente y veraz,[cita requerida] fueron acusados de no contrastar ni cuestionar la información entregada desde el Ejecutivo, en apoyo a Sebastián Piñera y su gabinete.[cita requerida] Las señales televisivas, además, fueron cuestionadas por su programación vacía, sin contenido, que no dejaba espacio a los temas importantes. Esto quedaba de manifiesto en géneros como la telerrealidad, los magacines matinales y los programas de farándula. Todo lo anterior provocó que creciera la demanda por información en redes sociales y medios alternativos. Entonces, en los medios tradicionales se generó el regreso o el inicio de tres programas de contingencia política en una misma semana, incluido Pauta libre.
Como parte de la promoción del espacio, el lunes 17 de agosto de 2020 su presentador y panelistas fueron invitados a Mentiras verdaderas, programa estelar de La Red, donde se analizaron temas como el plebiscito constituyente de octubre de 2020, las elecciones presidenciales de 2021 y el conflicto mapuche.
En marzo de 2021 José Antonio Neme deja la conducción del programa, para emigrar a Mega. Posteriormente Mirna Schindler también dejó el espacio para emigrar a Canal 13.
A partir de marzo de 2022 comenzó a ser conducido por Carolina Brethauer.
En junio de 2022, y en medio de suma profunda crisis económica y una huelga de sus trabajadores, La Red eliminó de pantalla toda su programación en vivo, incluyendo Pauta libre. Su última emisión fue el 5 de junio de 2022.

## Recepción y crítica
Desde su anuncio, el programa generó reacciones tanto positivas como negativas debido al sesgo político con que se informan los hechos cargados hacia la izquierda.
Luego del estreno del primer capítulo, varios personajes y organizaciones realizaron comentarios o críticas positivas sobre el contenido del programa en Twitter, entre ellos Loreto Valenzuela, Jorge Baradit, Héctor Morales, Luis Mesina y Alejandra Costamagna, consiguiendo las primeras tendencias de la red social a nivel nacional.

## Conductores
- Carolina Brethauer (2022)
- Freddy Stock (2022)
- Alejandra Matus (2020 - 2022)
- Mónica González Mujica (2020 - 2022)
- Yasna Lewin (2021)
- Paula Molina (2021)
- Mirna Schindler (2020 - 2021)
- José Antonio Neme (2020 - 2021)